# اون گالچر
اون گالچر (انگلیسی: Owen Gallacher؛ زادهٔ ۶ آوریل ۱۹۹۹) بازیکن فوتبال است.
از باشگاه‌هایی که در آن بازی کرده‌است می‌توان به باشگاه فوتبال برتون آلبیون و باشگاه فوتبال هروگیت تاون اشاره کرد.
وی همچنین در تیم‌های ملی فوتبال Scotland national under-16 football team و Scotland national under-19 football team بازی کرده‌است.